# Molophilus (Molophilus) pastoris
Molophilus (Molophilus) pastoris is een tweevleugelige uit de familie steltmuggen (Limoniidae). De soort komt voor in het Neotropisch gebied.